# Remparts de Pérouges
Les remparts de Pérouges sont un ensemble de murailles entourant la cité médiévale de Pérouges, en France.

## Description

Monuments historiques faisant partie partiellement ou totalement des remparts.

Les remparts forment une double enceinte autour de la cité médiévale de Pérouges, vaguement en forme d'ellipse. Elle comporte deux accès : la porte d'En-Haut au nord-ouest et la porte d'En-Bas au sud-est. La rue des Rondes suit le tracé intérieur des remparts.
L'église Sainte-Marie-Madeleine est une église fortifiée ; les remparts forment une partie de ses murs.

## Historique
Les remparts datent du XVe siècle.
La plus grande partie des remparts sont classés au titre des monuments historiques le 24 novembre 1921,,,,,,,,,,,,,,. Le rempart attenant à la maison Nicolas l'est le 22 mars 1924. Quelques zones sont inscrites le 11 octobre 1929,,,. Le rempart attenant à l'ancien hôpital est inscrit le 9 décembre 1929.